# Febelfin
Vous pouvez aider à l'améliorer ou bien discuter des problèmes sur sa page de discussion.
- Son texte doit être wikifié : il ne correspond pas à la mise en forme Wikipédia (style, typographie, liens internes, liens entre les wikis, etc.). (Marqué depuis février 2021)
- Son ton est trop promotionnel ou publicitaire, voire hagiographique. Le texte doit adopter un ton neutre et encyclopédique. (Marqué depuis février 2021)

Febelfin (pour « Fédération belge du secteur financier ») est une fédération d’institutions financières belge fondée en 2003. Febelfin se compose de 5 associations constitutives et représente quelque 235 institutions financières belges. 

## Mission
Febelfin défend les intérêts de l’ensemble de ses membres : banques, spécialistes de niche, institutions et organisations financières non bancaires, fournisseurs d’infrastructures, etc. Elle les concilie avec les intérêts des décideurs politiques, des autorités de contrôle, des autres associations professionnelles et des groupes d’intérêts aux niveaux national et européen. 
Febelfin est le porte-parole du secteur financier, à l’exception des compagnies d’assurances. Le siège social de la fédération est situé au 19 boulevard du Roi Albert II à Saint-Josse-ten-Noode.

### Quatre missions de base
Les 4 missions de base de Febelfin peuvent être définies comme suit : exercer un lobbying aux niveaux national et européen ; participer aux négociations sociale ; fournir des services tels qu'informer, conseiller et former les professionnels du secteur ; communiquer avec ses membres et le grand public.

### Objectifs stratégiques
Febelfin œuvre à répondre aux besoins financiers quotidiens à toutes les étapes de la vie et à mettre des services financiers à la portée de tous les citoyens. La fédération tente d'apporter les bonnes réponses aux besoins de financement des particuliers, des entreprises, des pouvoirs publics et de leurs projets. Elle est à l’écoute des besoins de la société et noue le dialogue avec un réseau de partenaires et parties prenantes qui souhaitent tendre ensemble vers un secteur financier durable. Enfin, Febelfin œuvre pour un environnement réglementaire et commercial stable, durable et équitable.
Les objectifs stratégiques de Febelfin (besoins, services, financement, dialogue, ouverture) ont été traduits en quatre priorités, qui peuvent encore être élargies : financement de l'économie ; sécurité et solidité du secteur financier ; banque digitale ; banque durable au service de la société.

## Membres
L'organisation se compose de 5 associations constitutives :
- L'Association belge des Banques et des Sociétés de Bourse (ABB), constituée en 1937
- L'Union Professionnelle du Crédit (UPC)
- Belgian Asset Managers Association (BEAMA)
- L'Association Belge des Membres de la Bourse (ABMB)
- L'Association belge de leasing (ABL)

9 membres ont un statut particulier :
- Worldline
- L'Association Professionnelle Belge des Sociétés de Factoring
- Belgian Venture Capital & Private Equity Association (BVA)
- Euronext
- Private Bankers Association
- Belgian Structured Investment Products Association (BELSIPA)
- Euroclear
- Isabel Group
- Society for Worldwide Interbank Financial Telecommunication (SWIFT)

## Organes de décision

### Gestion
La présidence est tenu en alternance pendant une période de trois ans par un représentant d'une des quatre plus grandes banques belges. Johan Thijs est président depuis 2017 et sa présidence a été prolongée en 2020. Wien De Geyter est le secrétaire général et Karel Baert est CEO depuis le 15 avril 2020,,.
| Période            | Président         | Banque             |
| ------------------ | ----------------- | ------------------ |
| 2003 – 2005        | Luc Vandewalle    | ING België         |
| 2005 – 2008        | Jan Vanhevel      | KBC Bank           |
| 2008 – 2011        | Stefaan Decraene  | Dexia Bank België  |
| 2011 – 2014        | Filip Dierckx,    | BNP Paribas Fortis |
| 2015 – 2017        | Rik Vandenberghe, | ING België         |
| 2017 – aujourd'hui | Johan Thijs       | KBC Bank           |

| Période            | CEO                |
| ------------------ | ------------------ |
| 2003 – 2004        | Guido Ravoet       |
| 2005 – 2017        | Michel Vermaerke,  |
| 2017 – 2020        | Karel Van Eetvelt, |
| 2020 – aujourd'hui | Karel Baert        |

### Assemblée générale

#### Rôle
Elle modifie les statuts, approuve les comptes annuels et le budget, désigne et révoque les administrateurs.

### Conseil d'administration

#### Rôle
Il joue un rôle général, d’orientation, assure la supervision de l’Executive Committee et peut suspendre et modifier une décision de l’Executive Committee.

### Executive Commitee

#### Rôle
L'Executive Commitee exécute les décisions du Conseil d’Administration, garantit le bon fonctionnement de Febelfin, exécute toutes les tâches déléguées par le Conseil d’Administration et informe le Conseil d’Administration des décisions prises.

### Committees
Il s'agit de l’organe d’information et de concertation pour les membres par excellence. Son rôle est de réaliser des objectifs stratégiques sous la supervision du Executive Committe et de traiter les dossiers relevant de sa compétence propre. 

### Groupes de travail

#### Rôle
Chaque groupe de travail a ses objectifs stratégiques et les dossiers qu’il aura à traiter. Les participants doivent être mandatés de manière suffisante par leur institution pour pouvoir décider de l’ordre du jour et contribuer activement aux travaux La responsabilité finale du bon fonctionnement de ce système incombe au Committee compétent.

## Le Label Towards Sustainability
En février 2019, l’initiative Towards Sustainability a été lancée sous l’impulsion de Febelfin et en concertation avec les parties prenantes au sein du secteur financier et en dehors. L’objectif était de définir des exigences minimales pour les produits financiers durables, grâce à une norme de qualité, et de fournir un outil, le label, aux investisseurs particuliers et institutionnels pour les guider dans leur recherche de solutions de placements durables. En 2021, cette norme de qualité a été revue et renforcée afin d’affiner les critères du label et de l’aligner avec la réglementation européenne.
Fin 2021, on comptait par ailleurs 640 produits labellisés, gérés par environ 100 institutions financières de 10 pays différents et représentant plus de 500 milliards d’euros.
Tous les trois mois, les demandes de label sont traitées après une évaluation par le Commission d'éligibilité de l'Agence Centrale de Labellisation (CLA). Ce comité est composé d'experts indépendants et d'experts du secteur financier.